# Bothriechis guifarroi
Bothriechis guifarroi es una especie de serpiente venenosa endémica del norte de Honduras. Pertenece a la subfamilia de las víboras de foseta y se encontró por primera vez en 2010 en la cordillera Nombre de Dios. Junto a B. marchi y B. thalassinus (víbora de pestaña del Merendón) es una de las especies del género Bothriechis endémicas de Honduras que se encuentran en las zonas altas de los territorios Chortís. 
A pesar de ello su pariente más cercano, B. lateralis (víbora de palma verde), habita a 600 kilómetros al sur en las montañas de Costa Rica y Panamá.

## Etimología

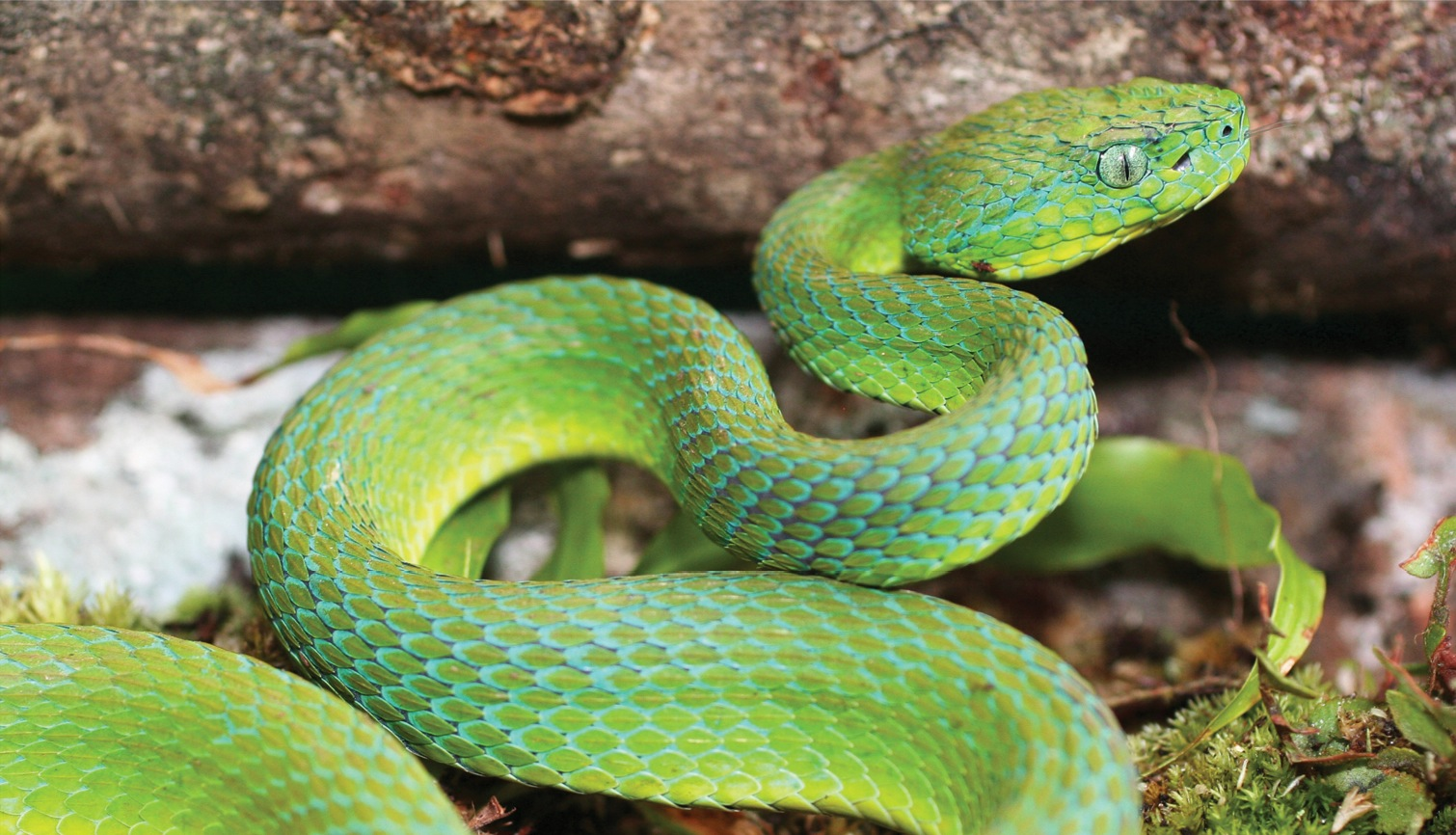
Un ejemplar adulto.

La especie recibió su nombre en honor al activista ambiental Mario Guifarro, quien fue asesinado en 2007 mientras realizaba una misión de conservación en el territorio Tawahka del este de Honduras.

## Descripción
Los adultos de B. guifarroi son de color verde brillante, con un tono amarillento hacia el lado ventral. Los juveniles tienen una fase verde y una fase marrón, antes de adquirir la coloración adulta. El holotipo (adulto) medía 734 mm de longitud total, con una cola de 136 mm.

## Distribución geográfica
Se encuentra en elevaciones que van desde los 1,015 hasta los 1,450 m s. n. m. en la cordillera Nombre de Dios, dentro del Refugio de Vida Silvestre Texiguat.

## Hábitat
B. guifarroi se ha encontrado en bosques lluviosos y bosque nubosos en elevaciones superiores a los 1000 m.
| Hábitat en las cercanías de la localidad |                                      |                                          |
| Vegetación de ribera, 1015 m elevation | Bosque subtropical, 1030 m elevation | Estanque de filtración, 1380 m elevation |
| Fotografías de las inmediaciones de la localidad tipo en La Liberación, Refugio de Vida Silvestre Texígaut, Honduras, tomadas por J. H. Townsend y distribuidas bajo Creative Commons Attribution License 3.0. |                                      |                                          |